# Unified-Power-Flow-Controller
Ein Unified-Power-Flow-Controller, abgekürzt UPFC (zu deutsch: Vereinheitlichter Leistungsflussregler) bezeichnet in der elektrischen Energietechnik eine Komponente, die dazu dient, in überregionalen und vermaschten Stromnetzen die übertragene elektrische Leistung in einzelnen Leitungen wie Freileitungen gezielt steuern und beeinflussen zu können. Mit UPFC können so in vermaschten Netzen gezielt bestimmte, vertraglich vereinbarte Leistungsdurchleitungen erfüllt werden.
Der Anwendungsbereich ist auf die mit Dreiphasenwechselstrom betriebene Hochspannungsebene elektrischer Verbundnetze wie dem in Europa üblichen Spannungsebenen mit 380 kV und 220 kV ausgerichtet und bedient sich zur Steuerung einer Leistungselektronik, welche ähnlich der Hochspannungs-Gleichstrom-Übertragung (HGÜ) realisiert ist. Im Gegensatz zur HGÜ dient die Leistungselektronik nicht direkt der Energieübertragung mittels Gleichstrom, sondern der Beeinflussung und Modulierung der auf der Wechselstromseite transportierten Leistungen. Der Unified-Power-Flow-Controller zählt im Bereich der Leistungselektronik zu den flexiblen Drehstrom-Übertragungssystemen (engl. Flexible-AC-Transmission-System (FACTS)).

## Funktion

Prinzipschaltung eines Vereinheitlichten Leistungsflussreglers (UPFC)

Ein UPFC besteht, ähnlich wie ein Phasenschiebertransformator und wie in nebenstehender Abbildung schematisch für einen Außenleiter dargestellt, aus einem parallel geschalteten Leistungstransformator T1 und einem Serientransformator T2, der ähnlich wie ein Stromwandler realisiert ist. Die beiden Transformatoren sind über zwei Umrichter und einen Gleichstromzwischenkreis verbunden. Die Hochspannungsleitung ist in Reihe mit dem UPFC geschaltet, wobei es ohne Bedeutung ist, ob der UPFC am Anfang oder am Ende der Leitung angebracht ist. Für Dreiphasennetze ist eine entsprechende Erweiterung mit Dreiphasenwechselstrom-Transformatoren nötig, wobei der Gleichstromkreis einheitlich ist.
Durch die zeitliche Ansteuerung, insbesondere über den Stromflusswinkel und über die Phasenlage der beiden Umrichter, kann mit dem UPFC der Leistungsfluss zwischen T1 und T2 und die komplexe Differenzspannung zwischen U1 und U2 gesteuert werden, wobei über den Gleichstromzwischenkreis grundsätzlich nur Wirkleistung übertragen werden kann. Es können folgende Steuerungen unabhängig voneinander vorgenommen werden:
- Mit T1 in Verbindung mit dem ersten Wechselrichter kann zur Querkompensation der Blindleistung sowohl induktive als auch kapazitive Blindleistung im Netz zur Verfügung gestellt werden. Dieser Schaltungsteil stellt einen Static Synchronous Compensator (STATCOM) dar. Dabei kann der UPFC sonst notwendige zusätzliche Einrichtungen zur statischen Blindleistungskompensation (SVC) ersetzen.
- Mit T2 in Verbindung mit dem zweiten Wechselrichter kann eine Längskompensation der Blindleistung erfolgen. Dies kann zur Beeinflussung der natürlichen Leistung bzw. zur Anpassung der Leitungsimpedanz der in Reihe geschalteten Leitung genutzt werden.
- Durch eine Wirkleistungsübertragung zwischen den beiden Transformatoren kann wie beim Phasenschiebertransformator gezielt ein bestimmter Wirkleistungsfluss in der Leitung erzwungen werden. Die Phasenwinkel können dabei genauer, schneller und in größeren Bereichen als bei Phasenschiebertransformatoren eingestellt werden.
- Bei Dreiphasenanwendung kann mittels UPFC bis zu einem gewissen Grad eine Schieflast durch asymmetrische Ansteuerungen der für die einzelnen Phasen zuständigen Wechselrichter erreicht werden, um so Schieflasten im Netz zu kompensieren. Der Leistungsausgleich zwischen den Phasen erfolgt über den gemeinsamen Gleichspannungszwischenkreis.

Der Nachteil ist die vergleichsweise aufwändige und kostenintensive HGÜ-Leistungselektronik der Wechselrichter und die notwendige Regelelektronik inklusive der rechnergestützten Kontrollebenen. Die Leistung der Wechselrichter liegt in der Größenordnung von 20 % der zur steuernden Leistungsflüsse, was für die Dimensionierung Scheinleistungen im Bereich von einigen 100 MVA ergibt. Die Gleichspannungen im Zwischenkreis liegen im Bereich einiger 10 kV. Konkrete Werte sind stark von der jeweiligen Anwendung bestimmt.